# Carl Alstrup som Soldat
Carl Alstrup som Soldat er en dansk stumfilm fra 1914, der er instrueret af Eduard Schnedler-Sørensen efter manuskript af Waldemar Hansen.

## Handling
Denne artikel mangler et handlingsreferat. Hjælp os med at skrive det.